# Neurolaeneae
Neurolaeneae Rydb., 1927 è una tribù di piante spermatofite dicotiledoni appartenenti alla famiglia Asteraceae (sottofamiglia Asteroideae).

## Etimologia
Il nome scientifico di questa tribù (derivato dalla sottotribù Neurolaeninae, il cui nome a sua volta deriva dal genere tipo Neurolaena) è stato definito per la prima volta dal botanico americano (di origine svedese) Per Axel Rydberg (1860 - 1931), primo curatore del "New York Botanical Garden Herbarium" nella pubblicazione "North American Flora. New York Botanical Garden - 34(4): 303. 1927" del 1927.

## Descrizione
Le specie di questa tribù hanno soprattutto un habitus di tipo erbaceo (annuale e perenne), in alcuni casi formano delle rosette basali; alcune specie sono arbustive e raramente sono alberi. Queste piante sono prive di lattice.
La disposizione delle foglie lungo il caule può essere sia alternata che opposta, raramente sono può essere verticillata o a spirale. La lamina delle foglie è variamente formata, per lo più è lineare o ovata o a forma di cazzuola.
Le infiorescenze sono formate da capolini solitari, di tipo radiato o discoide, in posizione ascellare o terminale su lunghi peduncoli, altrimenti formano delle cime panicoliformi o corimbose. I capolini normalmente sono formati da un involucro a forma da cilindrica a campanulata o emisferica, composto da diverse squame (o brattee) disposte in modo embricato su 1 - 8 serie, al cui interno un ricettacolo fa da base ai fiori di due tipi: quelli esterni del raggio e quelli più interni del disco. Le squame sono subuguali o scalate in altezza, raramente sono dimorfiche; non sono ialine e sono prive di margini scariosi. Il ricettacolo è da piatto a conico, normalmente è provvisto di pagliette a protezione della base dei fiori; le pagliette hanno una consistenza cartacea, qualche volta sono indurite e in altri casi avvolgono strettamente i frutti acheni.
Formula fiorale: per queste piante viene indicata la seguente formula fiorale:
* K 0/5, C (5), A (5), G (2), infero, achenio
I fiori sono tetraciclici (a cinque verticilli: calice – corolla – androceo – gineceo) e pentameri (ogni verticillo ha 5 elementi). I fiori del raggio ligulati sono femminili con ligule in evidenza oppure appena sporgenti oltre le pagliette del ricettacolo; raramente la corolla è tubolare; la corolla è colorata dal giallo al bianco e generalmente termina con tre denti. I fiori del disco, del tipo tubuloso, sono ermafroditi o talvolta funzionalmente maschili; sono provvisti di 5 lobi (raramente 4 o 6); la superficie è percorsa da evidenti canali resinosi di colore rosso o arancio. Il calice è ridotto ad una coroncina di squame.
L'androceo è formato da 5 stami con filamenti liberi e antere saldate in un manicotto circondante lo stilo. Le antere sono provviste di speroni ma prive di coda con appendici da deltate a ovate (raramente sono ampiamente ovate); la parte abassiale è ricoperta da ghiandole; le teche di solito sono annerite; l'endotecio è formato fa 1 - 3 ispessimenti polari. Il polline è sferico ed echinato.
Il gineceo ha un ovario uniloculare infero formato da due carpelli.. Lo stilo è unico e con due stigmi nella parte apicale. Lo stilo è percorso da due fasce vascolari con aree stigmatiche parallele, che normalmente non confluiscono all'apice. Gli apici degli stigmi sono da acuti a acuminati con un breve ciuffo di papille.
I frutti sono degli acheni con pappo. La forma degli acheni è da obconica a obpiramidale, in alcuni casi è obcompressa, raramente è quadrata. Le pareti sono carbonizzate (con uno strato di fitomelanina), da glabre a densamente pubescenti. Il pappo è presente o in altri casi è assente; se è presente è persistente e formato da setole o scaglie multiple subuguali o di lunghezze irregolari; le scaglie a volte sono fuse alla base e formano una tazza, raramente formano una piccola corona con 4 minute punte che qualche volta crescono dopo l'antesi.

## Biologia
- Impollinazione: l'impollinazione avviene tramite insetti (impollinazione entomogama).
- Riproduzione: la fecondazione avviene fondamentalmente tramite l'impollinazione dei fiori (vedi sopra).
- Dispersione: i semi cadendo a terra (dopo essere stati trasportati per alcuni metri dal vento per merito del pappo, se presente – disseminazione anemocora) sono successivamente dispersi soprattutto da insetti tipo formiche (disseminazione mirmecoria).

## Distribuzione e habitat
Le specie di questa tribù sono relative alle zone neotropicali e pantropicali. Alcune sono circoscritte soprattutto al Messico (Neurolaeninae), altre sono distribuite globalmente (Enydrinae), una è endemica dell'isola di Cuba (Heptanthinae).

## Tassonomia
La famiglia di appartenenza della tribù (Asteraceae o Compositae, nomen conservandum) è la più numerosa del mondo vegetale e comprende oltre 23000 specie distribuite su 1535 generi (22750 specie e 1530 generi secondo altre fonti). La sottofamiglia (Asteroideae) è una delle 12 sottofamiglie nella quale è stata suddivisa la famiglia Asteraceae, mentre Neurolaeneae è una delle 21 tribù della sottofamiglia. La tribù Neurolaeneae a sua volta comprende 3 sottotribù.

### Filogenesi

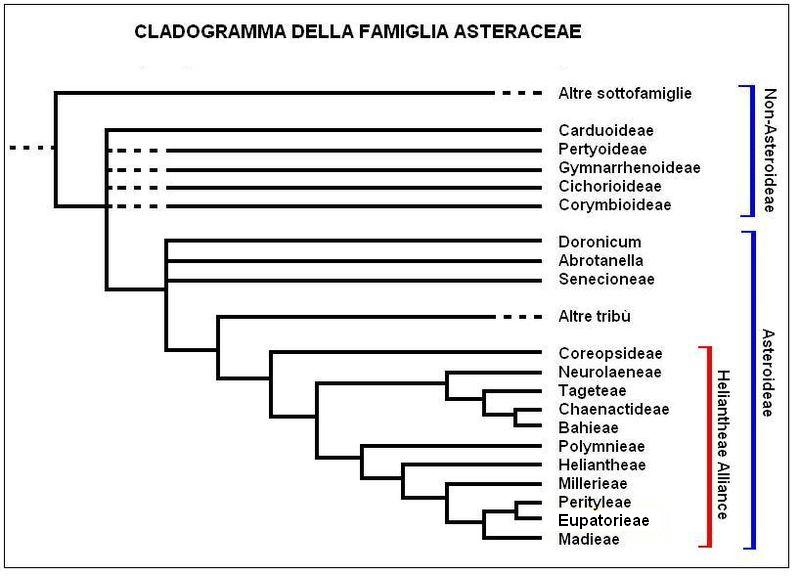
Cladogramma Heliantheae Alliance

La presente circoscrizione della tribù è derivata da studi molecolari di tipo filogenetico sul DNA (Panero e Funk, 2002) fatti sul gruppo delle Heliantheae descritto dal botanico Robinson nel 1981. Infatti tutti generi di questa tribù derivano dalla tradizionale circoscrizione delle Heliantheae: sottotribù Enydrinae H. Robinson, sottotribù Heptanthinae H. Robinson e sottotribù Neurolaeninae  (Rydb.) Stuessy tutte all'interno della tribù Heliantheae.

Le analisi cladistiche di questa tribù indicano il genere Neurolaena “gruppo fratello” del genere Greenmaniella, e questi due “gruppi fratelli” del genere Calea. Mentre il genere Enydra è “gruppo fratello” dei precedenti tre generi. L'inserimento del genere Heptanthus nel gruppo è supportato da studi preliminari sebbene deboli. Probabilmente la delimitazione di questa tribù in futuro potrà essere rivista in base ad ulteriori e più approfonditi studi.

All'interno della grande famiglia delle Asteraceae, da un punto di vista filogenetico, la tribù Neurolaeneae fa parte del gruppo Heliantheae Alliance; che a sua volta fa parte della sottofamiglia Asteroideae (una delle due grandi divisioni della famiglia – l'altra è il “supergruppo” Non-Asteroideae contenente il resto delle undici sottofamiglie). Rispetto alle altre tribù della sottofamiglia (Asteroideae), Neurolaeneae è “gruppo fratello” delle tribù Tageteae, Chenactideae e Bahieae, e occupano una posizione intermedia all'interno della Heliantheae Alliance. Il cladogramma a lato illustra i rapporti filogenetici tra le varie tribù di tale raggruppamento.

Il gruppo “Heliantheae Alliance” si distingue soprattutto per le brattee involucrali disposte su 1 – 3 serie, per le teche delle antere che sono spesso annerite e senza speroni e code, per la presenza di peli sotto la divisione dello stilo, per i rami dello stilo (gli stigmi) s'incurvano a maturità e per le appendici dello stilo che sono solitamente più corte della porzione stigmatica (tranne in Eupatoriaea). Questo gruppo viene anche definito Phytomelanic cipsela clade e forma un clade caratterizzato dalla presenza nella cipsela di uno strato di fitomelanina (acheni anneriti).

I caratteri distintivi (e diagnostici) della tribù sono:
- i cauli fistolosi e radicanti ai nodi;
- le pagliette avvolgenti anche strettamente gli acheni nei taxa acquatici o relativi ad ambienti paludosi;
- ricettacoli di solito sono provvisti di pagliette;
- antere annerite:
- acheni carbonizzati;

Il numero cromosomico delle specie di questa tribù varia da 2n = 22 a 2n = 38.

### Elenco delle sottottribù
La tribù comprende 3 sottotribù, 5 generi e circa 160 specie.

#### Sottotribù Enydrinae
Comprende 1 genere e 6 specie:
- Enydra Lour., 1790 (6 spp.)

#### Sottotribù Heptanthinae
Comprende 1 genere e 7 specie:
- Heptanthus Lour., 1866 (7 spp.)

#### Sottotribù Neurolaeninae
Comprende 3 generi e circa 135 specie:
- Calea  L., 1763  (125 spp.)
- Greenmaniella  W.M. Sharp., 1935  (1 sp. )
- Neurolaena  R. Br., 1817  (11 spp.)

### Chiave per le sottotribù
Per meglio comprendere ed individuare le varie sottotribù l'elenco seguente utilizza il sistema delle chiavi analitiche:

- Gruppo 1A: le pagliette avvolgono strettamente gli acheni; le ligule dei fiori del raggio sono molto ridotte o mancanti e superano appena le pagliette del ricettacolo o le squame dell'involucro; i capolini sono solitari in posizione ascellare e sono da sessili a subsessili; gli acheni sono privi di pappo; i cauli sono fistolosi e radicanti ai nodi; le piante sono acquatiche o relative a zone paludose;

sottotribù Enydrinae.
- Gruppo 1B: le pagliette non avvolgono gli acheni e in qualche caso sono assenti; le ligule fiori del raggio, se presenti, sono cospicue; i capolini sono raggruppati per lo più in cime panicolate o corimbose, se sono solitari e in posizione ascellare, allora i peduncoli sono allungati; gli acheni sono provvisti di pappi formati da setole o scaglie multiple, raramente queste sono assenti, o ridotte ad una piccola corona; i cauli non sono fistolosi e le piante non hanno radicamenti ai nodi; l'habitat è vario, raramente acquatico o relativo a zone paludose;

sottotribù Heptanthinae: le piante formano piccole rosette basali; i fiori del disco sono funzionalmente maschili e i relativi stigmi sono ricoperti da papille da acute a rotonde; i capolini sono posizionati ascellarmente con lunghi peduncoli; l'endotecio è provvisto da numerosi minuti ispessimenti sia radiali che polari.
sottotribù Neurolaeninae: le piante non formano rosette basali; i fiori del disco sono ermafroditi; gli stigmi dello stilo sono da sparsamente a moderatamente papillosi, le papille sono affusolate e confinate nella metà distale della faccia abassiale; i capolini sono terminali, solitari o raggruppati in forme tirsoidi, corimbose o panicolate; l'endotecio è formato fa 1 - 3 ispessimenti polari.

### Sinonimi
L'entità di questa voce ha avuto nel tempo diverse nomenclature. L'elenco seguente indica alcuni tra i sinonimi più frequenti:
- Neurolaenodinae